# Самосюк, Зыгмунт
Зыгмунт Самосюк (пол. Zygmunt Samosiuk; 10 марта 1939, Калиш — 24 ноября 1983, Варшава) — польский кинооператор художественных и документальных фильмов. Первый кинематографист Польши, получивший три премии за операторскую работу на Польском фестивале художественных фильмов.

## Биография
Родился в семье инженера-сантехника. Во время немецкой оккупации тяжело болел. В 1957 году окончил лицей. Уже в старших классах начал фотографировать, занимал призовые места на школьных конкурсах.
Работал фотожурналистом в редакции газеты «Пограничье», с января 1958 года также работал во Вроцлавской студии художественных фильмов
В 1958—1965 годах обучался на операторском факультете Киношколы в Лодзи. Во время учёбы продолжал заниматься фотографией. С 1968 года — член Союза польских кинематографистов.
С декабря 1965 по декабрь 1971 г. работал оператором на Студии документальных фильмов в Варшаве; с декабря 1971 года в кинопроизводственной компании «Киногруппа». Снимал для Польской кинохроники, был соавтором рядаи документальных фильмов, таких как «Марафон» (1965) и «Бал в Песковой скале» (1966). В 1966 году дебютировал как оператор-фрилансер в фильме «Один из шести тысяч» . В 1967 году Самосюк и режиссер Тадеуш Яворский отправились в кинопоездку в Сингапур, Новую Зеландию, Австралию и на острова Фиджи.
Работал со многими известными режиссёрами, в том числе Анджеем Вайдой , Ежи Кавалеровичем , Петр Шулькиным, Янушем Маевским, Янушем Моргенштерном. Снял 37 фильмов.

## Избранная фильмография
- De mortius (короткометражный, 1962)
- The Singing Lesson (короткометражный документальный, 1967)
- Byc (короткометражный документальный, 1967)
- Miedzy wrzesniem a majem (документальный, 1969)
- Na planie (короткометражный документальный, 1969)
- Sukces (короткометражный документальный, 1969)
- Охота на мух (1969)
- Березняк (1970)
- Пейзаж после битвы (1970)
- Korkociag (короткометражный документальный, 1971)
- Dzieciol (1971)
- Гидрозагадка (ТВ, 1971)
- Dzien listopadowy (короткометражный ТВ, 1971)
- Trzeba zabic te milosc (1972)
- Пиковая дама (короткометражный, 1972)
- Poslizg (1972)
- Brannen (1973)
- Zapis zbrodni (1974)
- Dom moich synów (телефильм, 1975)
- История греха (1975)
- Dulscy (1976)
- Skazany (1976)
- Cazul Gorgonov (1977)
- Kochaj albo rzuc (1977)
- Дагни (1977)
- Komediantn (телефильм, 1978)
- … gdziekolwiek jestes, panie prezydencie… (1978)
- Der Dibuk (телефильм, 1979)
- Lekcja martwego jezyka (1979)
- Голем (1980)
- Godzina 'W' (телефильм, 1980)
- Война миров. Следующее столетие (1981)
- Królowa Bona (ТВ-сериал, 1980—1982)
- Austeria (1982)
- Klakier (1983)
- Epitafium dla Barbary Radziwillówny (1983)
- Thais (1984)
- Академия пана Кляксы (1984)

## Награды
- 1975 — Художественная премия 2-й степени министра культуры и искусства ПНР.
- 1980 — Гран-при за операторскую работу на 28-м Международном фестивале в Сан-Себастьяне.
- Приз за операторскую работу на Международном фестивале фантастических фильмов в Мадриде в 1980 году.
- Гран-при за операторскую работу на 4-м Фестивале польского кино в Гданьске
- Премия за художественную работу для детей и юношества в 1984 г. (присуждена посмертно).
- 1984 — посмертно награждён премией «Золотой виноград» за творческий вклад в развитие польского кинематографа и понимание сути партнерства в кинопроизводстве на 14-м Lubuskie Film Summer Łagów 84
- Командорский крест ордена Polonia Restituta

Был дважды женат: на Кристине Шабловской, архитекторе и искусствоведе (1962—1969) и Ирене Карел, киноактрисе (1970—1974). Детей не имел.
Варшавская киношкола учредила премию им. Зигмунта Самосюка за лучший кинематографический дебют года.
Похоронен на Варшавском православном кладбище.